# 보미의 방
《보미의 방》은 2014년 6월 8일에 방영한 KBS 드라마 스페셜이다.

## 줄거리
작은 시골마을 언니와 같은 방을 쓰는 보미는 자기의 사생활을 침범하는 언니 때문에 자신만의 방을 갖고 싶다. 보미는 더럽고 한심한 언니를 어떻게 하면 떨어뜨릴 수 있을까를 고민한다. 그래서 언니가 시집을 가게 되면 혼자 방을 쓸 수 있다는 생각에 언니를 짝사랑하는 흥식의 연애코치를 전담한다.
보미의 말에 따라 흥식은 용기를 내보지만 마음대로 되지 않는다. 그러던 중 보미는 언주에게 첫사랑이 있었다는 소리에 직접 만나기 위해 서울로 간다. 하지만 언니의 첫사랑은 언니에 대해 아무것도 모른다. 혼자만의 짝사랑에 불쌍하기도 하지만, 한편으론 언니를 시집보낼 계획에 차질이 생겨 마음이 무거워진다.
집으로 돌아오는 길에 보미는 사고를 당해 병원에 입원하게 된다. 그리고 매번 얄밉게 놀리고 귀찮게 굴던 언니가 사실은 자신의 엄마였다는 것을 알게 된다. 이 때문에 흥식의 대쉬에도 부담스러워했던 언주였다. 보미는 이것을 통해 진심으로 엄마이자 언니를 이해하게 된다. 그리고 흥식은 언주의 상황을 알고나서도 그녀에게 구애하여 결국 사랑은 골인한다. 드디어 보미는 자신의 방을 갖게 된다.

## 등장 인물

### 주요 인물
- 안서현 : 공보미 역

초등학생. 연예인과 외국 드라마를 좋아한다. 자꾸만 참견하고 스트레스 받게 하는 언니가 최대의 고민이다. 결국 자유를 찾기 위해 흥식을 부축여 언니를 시집보내리라 결심한다.
- 이영아 : 공언주 역

보미의 언니, 미용사. 숨겨놓은 보미의 일기장도 훔쳐보거나 과자도 뺏어먹고, 보미가 무엇을 하는지 일거수일투족을 모두 참견한다. 내숭이란 절대 없으며, 자신을 따라 미용실에 자주 들락거리는 흥식을 부담스워한다.
- 심형탁 : 김흥식 역

언주를 짝사랑하는 동네 순박한 청년이며 엄청 소극적이다. 보미의 충고에 따라 언주에게 들이대본다.
- 박해미 : 오길자 역

보미와 언주의 어머니. 큰딸 언주와 함께 미용실을 운영한다.

### 그 외 인물
- 정성운
- 설지윤
- 서광재
- 이아린
- 이윤주
- 이명호
- 김유진
- 임재근
- 정준원 : 보미의 친구 역
- 장대웅 : 보미의 친구 역
- 김소정 : 보미의 친구 역

### 우정출연
- 서강준 : 보미의 워너비 여상남 역
- 공명 : 아이돌배우 역

## 시청률
- 전국 시청률 : 2.1%[1]

## 수상
- 2014년 KBS 연기대상 연작·단막극상 - 안서현